# Xã Appleton, Quận Swift, Minnesota
Xã Appleton (tiếng Anh: Appleton Township) là một xã thuộc quận Swift, tiểu bang Minnesota, Hoa Kỳ. Năm 2010, dân số của xã này là 203 người.